# Moroni
Moroni je glavni grad i najveća luka Komora.
Nalazi se na otoku Grande Comore. Jake su drvna i prehrambena industrija; preko luke izvoze se eterična ulja, vanilija i drvo. Postoji zračna luka iz 1975. Tu je i znamenita džamija Chiounda, poznato hodočasničko mjesto.